# Гуанозинтрифосфат
Гуанозинтрифосфат (ГТФ, гуанілова кислота) — це пуриновий нуклеотид. До складу молекули ГТФ входить моносахарид рибоза, до якої у положенні 1' приєднана азотиста основа гуанін, а в положенні 5' — три залишки фосфатної кислоти.
ГТФ бере участь у ряді біохімічних процесів у клітині, серед них наступні:
- Участь у біосинтезі РНК: ГТФ є одним із чотирьох нуклеотидтрифосфатів, що використовуються у процесі біосинтезу РНК. Переважна більшість РНК у клітині синтезується у процесі транскрипції ферментом ДНК-залежною РНК-полімеразою (хоча інколи РНК синтезується і РНК-залежними РНК-полімеразами). Реакція, яку каталізує цей фермент, відбувається наступним чином: 3'-гідроксильна група кінцевої рибози полінуклеотидного ланцюга здійснює нуклеофільну атаку на α-фосфат нуклеозидтрифосфату (ГТФ або будь-якого з трьох інших в залежності від матриці), в результаті чого між ними утворюється ковалентний зв'язок і виділяється побічний продукт — пірофосфат.
- Участь в енергетичному обміні клітини: ГТФ утворюється у 5-тій реації циклу трикарбонових кислот внаслідок субстратного фосфорилювання. Ця реакція каталізується ферментом сукцинілтіокіназою і полягає у перетворенні сукциніл-КоА в сукцинат (бурштинова кислота). Енергія, що виділяється, затрачається на синтез ГТФ із ГДФ та фосфатної кислоти. Відразу ж після цього останній фосфат ГТФ переноситься на АДФ, з утворенням аденозинтрифосфату.
- Джерело енергії під час біосинтезу білка: ГТФ використовується на трьох етапах трансляції: 
  - У процесі ініціації гідроліз ГТФ до ГДФ та фосфату необхідний для утворення ініціюючого 70S (у прокаріот) чи 80S (в еукаріот) комплексу рибосоми;
  - Під час елонгації синтез кожного пептидного зв'язку супроводжується гідролізом двох молекул ГТФ: одна використовується для приєднання аміноацил-тРНК до А-сайту рибосоми, у бактерій за цей процес відповідає фактор елонгації EF-Tu, який і здійснює гідроліз ГТФ, інша молекула ГТФ затрачається під час транслокації рибосоми — переміщення її на три нуклеотиди вздовж ланцюга мРНК, за цей процес в еукаріот відповідає фактор елонгації eEF2, а у прокаріот — EF-G;
  - Також ГТФ є необхідним для процесу термінації трансляції.
- Функціонування G-білків: ГТФ використовується для «перемикання» G-білків, задіяних у клітинному сигналюванні. Виділяють два класи G-білків: гетеротримерні G-білки та малі G-білки. Молекули обидвох цих груп здатні зв'язувати ГТФ, внаслідок чого вони переходять в активований стан і здійснюють передачу сигналу. Також всі вони є ГТФазами і можуть гідролізувати ГТФ до ГДФ, в такому разі вони «вимикаються». Пізніше, за участі певних регуляторів (фаторів обміну гуанілових нуклеотидів), ГДФ в активному центрі G-білка знову може замінюватись на ГТФ, внаслідок чого сигнальний білок відновлює активність. Описані процеси лежать в основі передачі сигналів від таких гормонів як адреналін, глюкагон, адренокортикотропний гормон та інших, а також в основі сприйняття світла, та хеморецепції (смак і нюх).
- Полімеризація та динамічна нестабільність мікротрубочок: мікротрубочки, що є частиною еукаріотичного цитоскелету, складаються із білка тубуліну. Тубулін належить до ГТФ-зв'язуючих білків, і здатний полімеризуватись тільки, коли в його активному центрі знаходиться молекула ГТФ. Внаслідок полімеризації утворюються протофіламенти (нитки, що складаються із одного ряду мономерів), які, взаємодіючи латерально, утворюють мікротрубочку. Під час полімеризації молекула тубуліну взаємодіє із іншими схожими молекулами, що стимулює її до гідролізу ГТФ до ГДФ. Таким чином кожен протофіламент складається ГДФ-тубуліну, і тільки на кінцях має так звані «кепи» ГТФ-тубуліну, що стабілізують всю структуру. Якщо і в цих кінцевих молекулах тубуліну відбувається гідроліз ГТФ, то вся структура втрачає стабільність і починає дуже швидко дисоціювати.